# 徐青甫

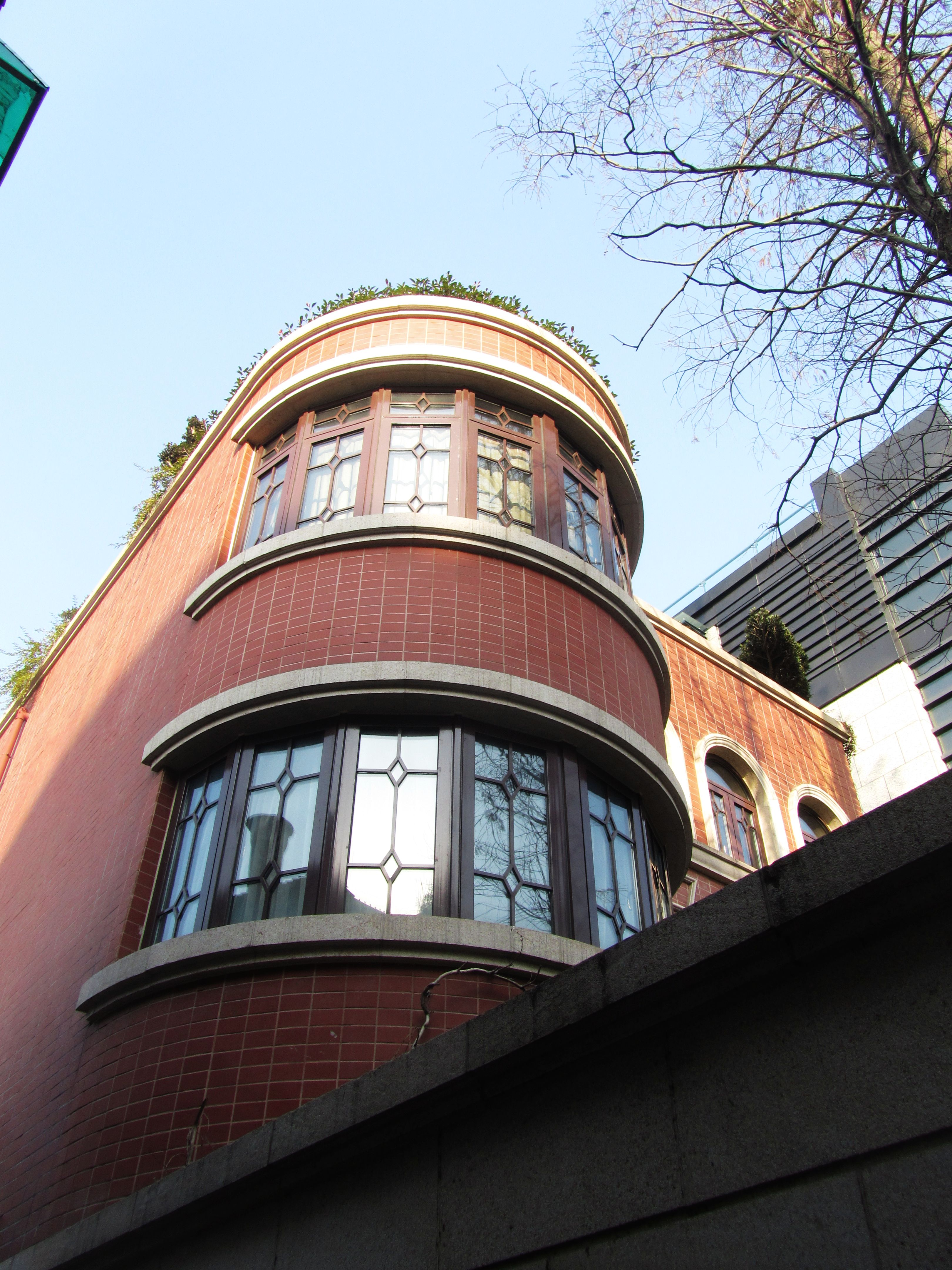
杭州长生路32号徐青甫故居，建于1920年。

徐青甫（1879年—1961年），原名徐鼎，浙江省宁波镇海县小港（今属北仑区）顧家橋村人。清末民初政治人物、银行家。子徐继庄。
徐青甫早年中举，在杭州教私塾，之后就职于浙江武備學堂，并筹建杭州圖書公司。光绪三十一年后，先後在奉天省巡警總局、奉天審計處、湖北省清丈局等處任職。戊戌变法后，担任浙江省政务厅长、财政委员，建立浙江地方银行、浙江实业银行等。1934年，担任浙江省民政廳長、浙江代理省主席。中日战争中，担任浙江省抗敵後援會常務委員、浙江省國民參政員、省臨時參議會議長等。中华人民共和国成立后，担任浙江省政协第一、二届委员会委员，著有《經濟革命救國論》等书。